# Simple Plan (álbum)
Simple Plan es el tercer álbum de estudio de la banda rock canadiense Simple Plan. Publicado el 12 de febrero de 2008 a través de Atlantic Records y Lava Records. Producido por Dave Fortman, Max Martin y Danja quien también ha trabajado con Britney Spears, Justin Timberlake, Usher, etc. Tres sencillos fueron lanzados del álbum: "When I'm Gome", "Your Love Is A Lie" y "Save You". El álbum debutó en la posición 14 en el Billboard 200 y 31 en UK Albums Chart. También fue certificado disco de platino en Canadá y el 19 de mayo de 2008 disco de oro en México.
En este álbum la banda se va hacia un sonido más comercial.
Es el único álbum de la banda que lleva la etiqueta de Advertencia para Padres por contenido "explícito".

## Historia
Habiendo terminado la gira del disco "Still Not Getting Any..." en marzo del 2006, Simple Plan se tomó un tiempo libre y comenzó a trabajar en un nuevo material. El 1 de julio, del 2007, fueron al estudio y comenzaron a ver el listado de canciones. Comenzaron con la batería en Los Ángeles después de una preproducción, luego, volvieron a Montreal para terminar el resto del proceso de grabación. Durante septiembre del 2007, la banda había terminado de grabar y regresó a Los Ángeles, para mezclar el álbum con Chris Lord-Alge. Después de mezclar, la banda fue a Nueva York para grabar el álbum. Esto fue anunciado el 21 de octubre.
El disco fue originalmente lanzado el 29 de enero, del 2008. De todas maneras, el 29 de noviembre, del 2007, la banda anunció unas dos semanas de atraso por dificultades de producción, y la necesidad de regrabar algunas canciones de la canción Generation. La versión lanzada de Generation podría ser considerablemente diferente por el orden de las copias del disco, con la frase comenzando "This world's so sad and lonely/Won't you come and spend some time with me?"
Una portada del álbum fue lanzada a principios de diciembre del 2007. En el MySpace, Pierre Bouvier respondió a las preguntas de los fanes sobre la portada. De todas maneras, el 12 de diciembre, la banda lanzó una segunda portada de álbum, e invitó a sus seguidores a opinar por correo-e sobre cada una, indicando (después de los comentarios de Bouvier) que estaban bien con cualquier portada. El 14 de diciembre, la portada alternativa fue anunciada como la original. En abril del 2008, el disco fue lanzado con una edición limitada en Australia.
"Your Love Is a Lie" fue publicada en YouTube en diciembre del 2007. Todas las canciones del disco, excepto "Holding On" fueron tocadas en un pequeño concierto en Montreal el 11 de enero.
El álbum debutó en el Billboard 200 en el pueso número 14, en Estados Unidos.
El álbum fue también nominado para los Premios Juno en el 2008, como "Mejor álbum", pero perdieron contra Nickelback.

## Listado de canciones
Todas las canciones escritas y compuestas por Simple Plan. 
| N.º | Título                                  | Duración |  |
| 1.  | «When I'm Gone»                         | 3:49     |  |
| 2.  | «Take My Hand»                          | 3:51     |  |
| 3.  | «The End»                               | 3:22     |  |
| 4.  | «Your Love Is A Lie»                    | 3:42     |  |
| 5.  | «Save You»                              | 3:45     |  |
| 6.  | «Generation»                            | 3:02     |  |
| 7.  | «Time to Say Goodbye»                   | 2:56     |  |
| 8.  | «I Can Wait Forever»                    | 4:54     |  |
| 9.  | «Holding On»                            | 5:03     |  |
| 10. | «No Love»                               | 3:15     |  |
| 11. | «What If»                               | 5:54     |  |
| 12. | «Running Out Of Time [Tema Extra]»      | 3:18     |  |
| 13. | «When I'm Gone (Acústico) [Tema Extra]» | 3:28     |  |

## Sencillos
- El primer sencillo del álbum fue "When I'm Gone", y fue lanzado el 29 de octubre, por iTunes y lala.com. El 24 de octubre, Simple Plan puso un avance de "When I'm Gone" en su página. Llegó al puesto nº11 en la Canadian Hot 100 y nº26 en las listas de Reino Unido.

- El segundo sencillo, "Your Love is a Lie" fue lanzado el febrero y alcanzó el puesto nº16 en Canadian Hot 100 y n.º 8 (108) en la Bubbling Under Hot 100 Singles de Billboard en EE. UU.

- El tercer sencillo, "Save You" fue lanzado el 14 de agosto. El cantante, Pierre Bouvier había comentado que la canción trataba sobre la batalla de su hermano con el cáncer. En el vídeo musical se muestran varias personas famosas supervivientes del cáncer. La canción llegó al número 18 en Canadian Hot 100.

- Sin haber sido lanzado el sencillo, en agosto del 2008, "I Can Wait Forever" fue elegido cómo el título para Animax, en el animé "LaMB". Animax Asia hizo un video animado para "I Can Wait Forever", lanzado en diciembre del 2008.

- La canción "No Love", igual no lanzado como sencillo, entró en la Canadian Hot 100 el 12 de marzo, del 2009. La canción llegó al puesto número 77.

- La canción "Generation" fue elegida para la 100 temporada de Montreal Canadiens de NHL. Además, aunque no fue lanzada como sencillo, llegó al nº90 en la Canadian Hot 100 el 18 de junio.

## Historial de Lanzamiento
| País           | Fecha                 |                       |
| -------------- | --------------------- | --------------------- |
| Argentina      | 31 de enero de 2011   |                       |
| Uruguay        | 31 de enero de 2011   |                       |
| Japón          | 6 de febrero de 2011  |                       |
| Alemania       | 8 de febrero de 2011  |                       |
| Bélgica        | 8 de febrero de 2011  |                       |
| Países Bajos   | 8 de febrero de 2011  |                       |
| Francia        | 11 de febrero de 2011 |                       |
| Portugal       | 11 de febrero de 2011 |                       |
| Sudáfrica      | 11 de febrero de 2011 |                       |
| Canadá         | 12 de febrero de 2011 |                       |
| Estados Unidos | 12 de febrero de 2011 |                       |
| España         | 12 de febrero de 2011 |                       |
| México         | 12 de febrero de 2011 |                       |
| Brasil         | 12 de febrero de 2011 |                       |
| Finlandia      | 12 de febrero de 2011 |                       |
| Suecia         | 12 de febrero de 2011 |                       |
| Malasia        | 12 de febrero de 2011 | 14 de febrero de 2011 |
| Italia         | 15 de febrero de 2011 |                       |
| Australia      | 16 de febrero de 2011 |                       |
| Dinamarca      | 17 de febrero de 2011 |                       |
| Reino Unido    | 18 de febrero de 2011 |                       |
| Irlanda        | 18 de febrero de 2011 |                       |
| Nueva Zelanda  | 18 de febrero de 2011 |                       |
| India          | 18 de febrero de 2011 |                       |

## Listas
| Lista (2008)                            | Posición |
| --------------------------------------- | -------- |
| Australia (ARIA)                        | 6        |
| Austria (Ö3 Austria)                    | 9        |
| Bélgica (Ultratop flamenca)             | 32       |
| Bélgica (Ultratop valona)               | 46       |
| Brasil Álbumes (ABPD)                   | 8        |
| Canadá (Billboard Canadian Albums)      | 2        |
| Países Bajos (Album Top 100)            | 43       |
| Finlandia (Suomen Virallinen Lista)     | 19       |
| Francia (SNEP)                          | 16       |
| Alemania (Offizielle Top 100)           | 10       |
| Irlanda (IRMA)                          | 69       |
| Italia (FIMI)                           | 19       |
| México Álbumes (AMPROFON)               | 15       |
| Nueva Zelanda (Recorded Music NZ)       | 12       |
| Scottish Albums (OCC)                   | 32       |
| España (PROMUSICAE)                     | 13       |
| Suecia (Sverigetopplistan)              | 7        |
| Suiza (Schweizer Hitparade)             | 7        |
| Reino Unido (UK Albums Chart)           | 31       |
| Estados Unidos (Billboard 200)          | 14       |
| Estados Unidos (Top Alternative Albums) | 4        |
| Estados Unidos (Top Rock Albums)        | 3        |